# 馬橋稲荷神社
馬橋稲荷神社（まばしいなりじんじゃ）は、東京都杉並区阿佐谷南にある神社。

## 由緒
当神社は、鎌倉時代の末期の創建と言われる。天保2年（1831年）には拝殿改築に際して氏子53人が拠金し、これをもって京都白川神祇伯家御役所に上申し、翌年に「正一位足穂稲荷大明神」の神号を拝受する。明治40年（1907年）に村内の御嶽神社・白山神社・天神社・水神社を合祀した。昭和2年（1927年）、村社になる。昭和13年（1938年）、拝殿を改築する。昭和40年（1965年）に住居表示改正により馬橋の地名が消えるのを憂い、神社名を「馬橋稲荷神社」とする。昭和50年（1975年）には鎮座700年記念事業として随神門を完成させる。向かって、右に豊磐間戸命、左に奇磐間戸命の神像を祀り、中央天井に直径75センチの開運鈴を吊るしている。その大きさは都内最大であるという。平成8年（1996年）には正参道正面に一の鳥居が建立される。この鳥居は樹齢400年の檜葉の材を使用し、高さ8メートルの朱塗りの鳥居である。また正面の石造大鳥居（二の鳥居）は、高さ8mで昇龍・降龍が刻されてあり、龍の巻いた鳥居は品川神社と宿鳳山高円寺境内にある稲荷社と馬橋稲荷神社の3つのみなので東京三鳥居の一つといわれている。

### 境内社
- 厳島神社
- 稲荷社

### ギャラリー

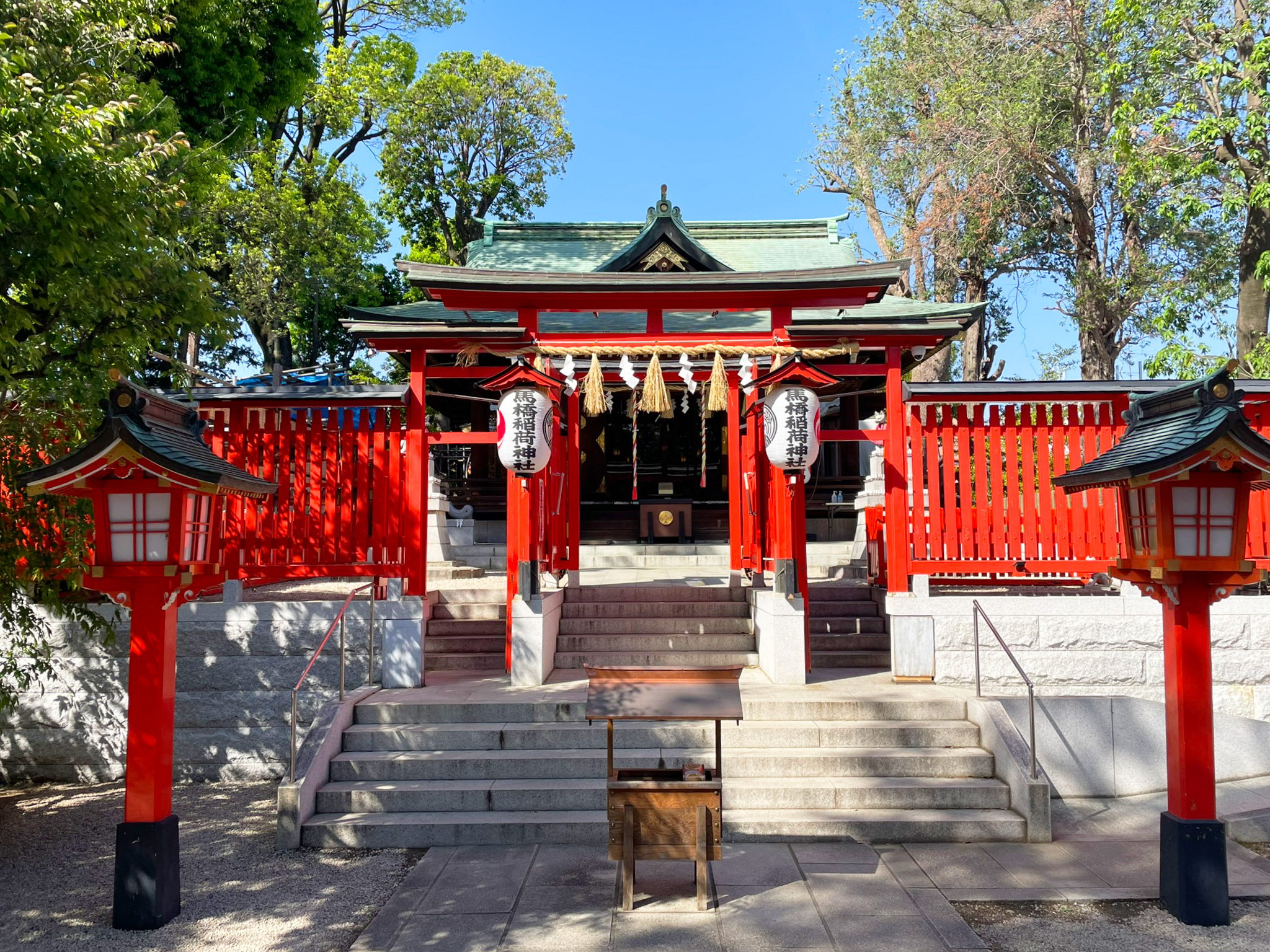
本殿
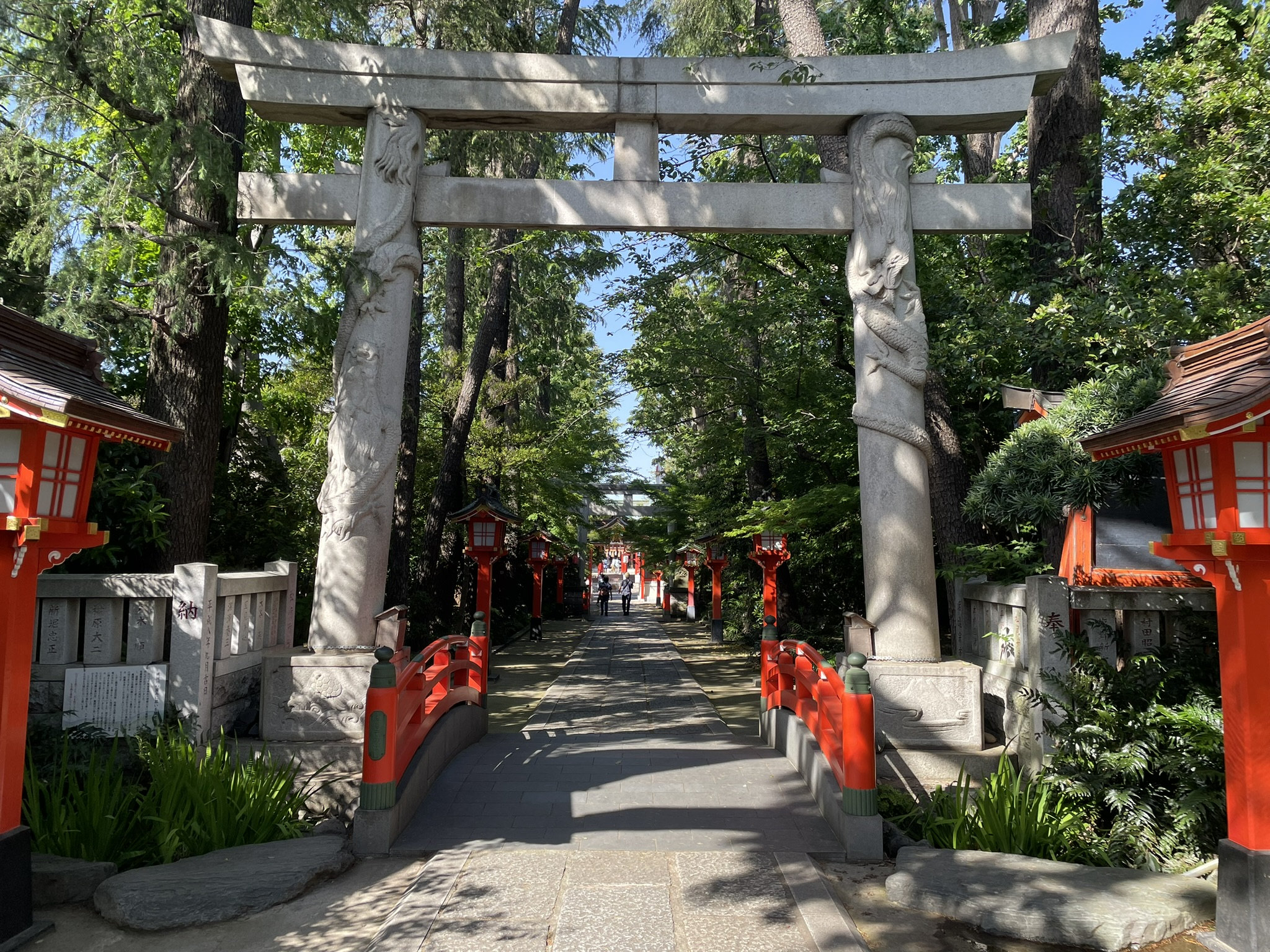
石造大鳥居（二の鳥居）。東京三鳥居の一つ。
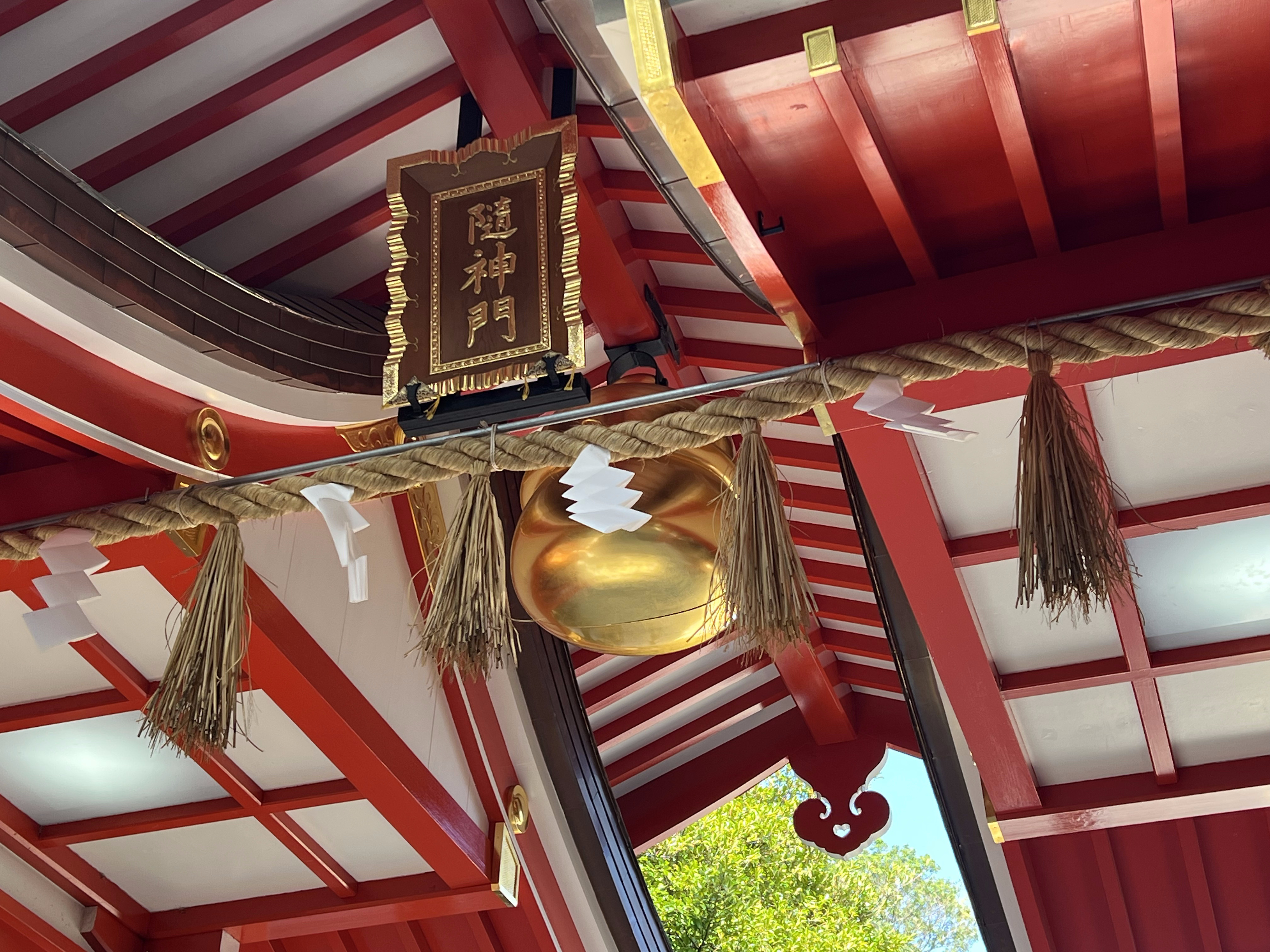
随神門の開運鈴

### イベント
PaellaMania（エルカミーノ株式会社）が主催のパエリア文化を感じてもらえるイベントとして、「PaellaSummit2019-パエリャサミット-」が2019年7月14日に開催された。同時にスペイン・バレンシア州・スエカ市で毎年9月に開催されているスエカ国際パエリアコンクールへの出場権をかけた「国際パエリアコンクール日本代表選考大会2019」も開催された。

## アクセス
- 中央線快速（土曜・休日は各駅停車のみ）・阿佐ケ谷駅または高円寺駅より徒歩約10分
- 東京メトロ丸ノ内線・新高円寺駅より徒歩約11分
- 拝観無料

## 参考資料
- 馬橋稲荷神社公式サイト
- 杉並区文化財案内標示板